# ゾイドバトルカードゲーム
『ゾイドバトルカードゲーム』 (ZOIDS BATTLE CARD GAME) は、トミー社製のトレーディングカードゲーム。世界観はトミー（現タカラトミー）より発売されている『ゾイド』シリーズに基づいている。

## 概要
1999年のゾイド新シリーズの展開を受けて、メディアミックスの一環として2000年に販売開始。第二次大陸間戦争を時代背景としており、ヘリック共和国とガイロス帝国の二陣営で基本セット（スターターパック）および拡張パック（ブースターパック）が発売された。
また、「エキサイティングブースター」というアニメ『ゾイド』および『ゾイド新世紀スラッシュゼロ』のセル画を使用した外伝シリーズも発売されている。駒やマップを必要としない新ルールを導入しており、カードデザインも一新されているが、基本仕様は未変更の為、本編シリーズのカードと混同してのプレイも可能となっている。
本TCGの魅力の一つに「未復刻の旧ゾイドの収録」が挙げられる。旧シリーズにて発売されていた1/72スケール組み立てキットで当時未復刻だったものが「ゾイドカード」として数多く収録されていた。ただし実際は本TCGへの収録＝キットの復刻の前兆という訳では無く、多くの旧キットが復刻された今なお、TCGには収録されたがキットの復刻は成されないままというゾイドは多い（ゴッドカイザーやデス・キャットなど）。
カード写真やその中の機体カラーは様々で、旧シリーズ時代の写真を加工流用したもの（セイバータイガーAT、旧時代のグレートサーベルの写真の所属マークと目の色を差し替え）、旧時代のキットを流用や再塗装したと思われるもの（オルディオス等。機体に張られたシールのみ新シリーズ準拠に）、旧時代ともその後の再版とも異なるカラーになったもの（サラマンダーやアロザウラー等）も存在する。
他のゾイド関連の商品やイベントとの連動が多く、1/72スケール組み立てキットへの同梱や『月刊コロコロコミック』の付録が目立った。また、『別冊コロコロコミック』にて紹介記事が掲載される事が多く、同誌で連載されていた溝渕誠による漫画「ZOIDSバトルカード戦士コマンダーTERU」とのタイアップも行われていた。
ゾイド新シリーズの低迷と共に取り扱い店舗も減少し、ケーニッヒウルフやライガーゼロイクス等が収録された第6弾にてシリーズ終了。キットへのカード同梱も同時期に終了した。
ゲームデザイナーの南郷隆が携わっており、展開当時は『ゲームぎゃざ』誌における連載やパイロットカードの原案読者公募も行われた(この折に採用されたものが「レニー・K・シルヴェスター」「タクマ・I・サンダース」となる)。

## ゲームシステム
ボードゲームとTCGを融合したものとなっている。互いに40枚から60枚に収まる枚数の山札を準備し、規定ポイント以内に収まる様に編成された複数体のゾイドの駒をマップ上に配置。ターン交代制でそれらの駒を操作し、相手のゾイドと戦闘等を行う事でゲームは進行していく。各プレイヤーはゾイドの能力を表す「ゾイドカード」に強化用の「カスタマイズカード」「パイロットカード」を付けたり、「イベントカード」を使用する事で自分に有利な状況になるようにしながら、「一方のゾイドが全て破壊される」か「一方の基地が破壊される」事によってゲームの勝敗が決定する。
全てのカードにはランク付けがなされており、そのランクにより山札に加える事の出来る枚数が変化する。ランクが高い程入手が困難な為、他作品のレアリティにあたる。
- 『Sランク』山札に1枚まで（特に強力なカードが多い）
- 『Aランク』山札に2枚まで
- 『Bランク』山札に3枚まで
- 『Cランク』山札に4枚まで

他に類を見ない斬新なゲームシステムだったが、ルールが複雑なうえゲームバランスが洗練されているとはいえず、高性能なカード1枚の使用により状況が一変する様な事も多々あった。特に「手札枚数のバランス」に関しての設定が曖昧で、無条件に山札から3枚のカードを手札に加える事が可能なCランクのイベントカード「補給部隊」などは最たる例である。
また、基地の耐久力が低くZOCのルールも存在しないため、高速な飛行ゾイドの急襲で瞬く間に基地が破壊されてしまうことも多かった。そのため基地を使わない事を推奨されたこともある。
共和国は機動力と近接格闘に優れたゾイドが多く、帝国は遠距離戦の得意なゾイドが多いのが特徴。
攻撃の命中判定を、6面体サイコロひとつをふって行うため、どれだけ強力なゾイドやカードを揃えても、運次第ではまったくその力を発揮できないこともある。

## 販売形態
一般販売
スターターパック
2000年3月下旬 1パックあたりの内容は、カード51枚、マップ、ゾイドコマ10個、台座10個、台座に張るための番号シール、サイコロ、説明書。「共和国軍／スターターパック」と「帝国軍／スターターパック」の二種類。
ブースターパック Vol.1
2000年4月下旬　全6弾。1パックあたりの内容は、カード6枚、ゾイドコマ1個。「共和国軍／ブースターパック」と「帝国軍／ブースターパック」。
ブースターパック Vol.2
2000年8月3日
ブースターパック Vol.3
2000年11月下旬
ブースターパック Vol.4
2001年3月下旬
ブースターパック Vol.5
2001年9月下旬
ブースターパック Vol.6
2002年2月中旬 ブースターパック最終弾
エキサイティングブースター
2001年7月中旬 全1弾。共和国側勢力のカードが封入されたパックと帝国側勢力のカードが封入されたパックが存在し、商品パッケージの絵柄で区別出来るが、どちらも「エキサイティングブースターVol.01」という商品名である。1パックあたりの内容は、カード6枚のみ。共和国軍ブースターパックと帝国軍ブースターパック。
ゾイドバトルカードゲームノートマップ
2000年10月中旬 ルーズリーフ型ノートにゲーム用マップが印刷されたもの。ゾイドカード「ブレードライガー・KS」とゾイドカード「ライトニングサイクス・BS」が付属した。

雑誌付録
月刊コロコロコミック誌2000年3月号付録
「オーガノイド ジーク」、「オーガノイド シャドー」カードが付属。
別冊コロコロコミック誌2000年6月号付録
パイロットカード「バン」「レイヴン」
月刊コロコロコミック誌2000年号付録
イベントカード「閃光矢陣(アローファランクス)」「火炎大槌陣(トールハンマーファランクス)」
月刊コロコロコミック誌2000年9月号付録
ゾイドカード「ブレードライガー・BS」、「ジェノブレイカー・RS」組み立て式デッキケースつき。
月刊コロコロコミック誌2001年3月号付録
ゾイドカード「ライガーゼロ」「ライガーゼロイエーガー」「ライガーゼロシュナイダー」
別冊コロコロコミック誌2001年6月号付録
「ライガーゼロパンツァー」、「ビット・クラウド」カードが付属
月刊コロコロコミック誌2001年9月号付録
ゾイドカード「バーサークフューラー」

応募者全員サービス
学年誌「小学四年生」2001年4月号応募者全員サービス
ゾイドカード「バーニングライガー」「ネオデスザウラー」「バーニングライガーゼロ」「ミサイルエレファンダー」「ジェノブレイカーRS」「ライトニングサイクス」「ライガーゼロ」「ライガーゼロイエーガー」「ライガーゼロシュナイダー」「デススティンガー」いずれもfoil仕様カード。

キット初回特典
下記のゾイドキット初回生産分に、それぞれの機体の箱写真を使った特別デザインのカードが同梱された。コマは付いていない。
- RZ-031 ディバイソン
- EZ-032 シンカー
- RZ-033 ハンマーヘッド
- EZ-034 ジェノブレイカー
- EZ-035 ライトニングサイクス
- EZ-036 デススティンガー
- RZ-037 ウルトラザウルス
- EZ-038 エレファンダー
- RZ-039 レイノス
- EZ-040 ウオディック
- RZ-041 ライガーゼロ
- RZ-042 コマンドウルフAC
- RZ-043 スピノサパー
- EZ-044 ザバット
- RZ-045 サラマンダー
- RZ-046 シャドーフォックス
- EZ-049 バーサークフューラー
- RZ-052 ガンブラスター
- RZ-053 ケーニッヒウルフ
- EZ-054 ライガーゼロイクス
- RZ-055 マッドサンダー
- EZ-056 ハンマーロック
- RZ-057 スナイプマスター
- EZ-060 ダークスパイナー
- EZ-061 キラードーム

CDシングル初回特典
アニメ『ゾイド -ZOIDS-』エンディングテーママキシシングルCD「Your song」の初回盤特典として、「スパークライガー」、「レドラーインターセプター」、「ジェノシザース」、「クライマーウルフ」の4種類中1種類をランダム封入。大ゾイド博にて、会場限定販売キットブルーコマンドウルフにゾイドカード「クライマーウルフ」が、会場限定販売キットブラックレドラーにゾイドカード「レドラーインターセプター」が、先行販売キットRZ-037 ウルトラザウルスにゾイドカード「スパークライガー」が、先行販売キットEZ-036 デススティンガーにゾイドカード「ジェノシザース」が、それぞれ添付された。また、2001年春に「JUSCO」等の一部店舗においてゾイド購入者に先着配布もされている。
イベント配布・キャンペーン配布
カードゲームフェスタ2001・1st配布
2001年3月4日開催 「サンダーホーン」「アームドライガー」「チャージウルフ」「パワードエレファンダー」がTOMYブースで配布された。
2001年「ゾイド新世紀スラッシュゼロ」レンタルビデオキャンペーン
ゾイドカード「ガンスナイパーRiS」「ガンスナイパーNaS」、パイロットカード「リノン・トロス」「ナオミ・フリューゲル」が配布された。
カードゲームフェスタ2001・3rd配布
2001年11月10日～11日開催 「ブラックハート」「ライトサリーフォックス」がTOMYブースで配布された。
店頭配布キャンペーン
コロコロコミック付録「鉄竜騎兵団公式認定証」を一部店舗に持っていくと貰えたキャンペーンカード。
「バーサークフューラー(素体)」「ディマンティス」「マッカーチス」
その他

アニメ・ゾイドシリーズのレンタルを記念し「セイバータイガーFT」「ゴジュラスHG-1」「シールドライガーDCS」「セイバータイガーAT」イベントカード「フィーネ」、パイロットカード「バンＡ」「ムンベイA」 「カール・L・シュバルツA」「トーマ・R・シュバルツA」が配布された。このうち「フィーネ」は後にブースターパック2弾で再録。「シールドライガーDCS」と「セイバータイガーAT」のみ、背景違いが2種類存在する。

ショウワノート製「ゾイド下敷き」付属
ジェノザウラーとブレードライガーの二種類が一般販売され、それぞれの機種のゾイドカードが付録として添付された。
後に2001年「次世代ワールドホビーフェア」にて「ウルトラザウルス」と「デススティンガー」の下敷きも限定販売されている。この時に封入されたゾイドカードはそれぞれ「ストームソーダー」と「セイバータイガーRS」であった。
ゲーム特典
PSゲームソフト「ゾイドバトルカードゲーム西方大陸戦記」
初回特典としてゾイドカード「ライガーゼロ」「デススティンガー」が封入。

## イラストレーター
当時『月刊コロコロコミック』にて連載されていた漫画『機獣新世紀ZOIDS』の作者である上山道郎による書き下ろしパイロットカードが複数存在する。
その他、幡池裕行、緒方剛志など多数の作家がイラストに参加している。

## 漫画
小学館発行の『別冊コロコロコミック』にて、ゾイドバトルカードゲームを取り扱った溝渕誠の漫画『ZOIDSバトルカード戦士コマンダーTERU』が連載された。単行本全二巻。
ストーリーは、地域の草バトルを経て全国大会に出場、最大のライバルに勝利し優勝するという王道なものとなっている。本作品は一定の人気を維持し、カードゲームの展開が終了するまで連載が続けられた。劇中で登場したオリジナルのイベントカード2種は、共に同誌の付録として現物が存在する。

## 関連商品
ユージンより発売されていたカプセルトイのゾイドフィギュア『ゾイドコレクション』は本TCGへの流用を前提としており、そのまま駒として使用可能。彩色済みの為、通常のものより見栄えが良い。ただし台座固定用の穴は開いていない。なお台座は同一ゾイドを複数使用したときの識別が目的である。

### ゾイドバトルカードゲーム 西方大陸戦記
2001年にトミーから発売されたプレイステーション用対戦型カードゲーム。プレイヤーはヘリック共和国軍、もしくはガイロス帝国軍の司令官となり戦いを繰り広げていくことになる。ゾイドバトルカードゲームを題材とし同ゲームシステムを再現したものだが、シミュレーションゲーム要素も加味されており、イベント毎に配備数等の微細な特別ルールも存在する。
使用可能カードは一部を除いて2弾までとカードプールは狭く、ゲーム内オリジナルカードとしてライガーゼロが共和国仕様・帝国仕様でそれぞれ隠しカードとして収録されている。

## パイロットカード
ここではパイロットカードに登場した人物を記す。パイロットカードのうち、複数の人物がゾイドバトルストーリーに登場している。ただし、バトストでの解説における愛機とカード表記での愛機が異なっている例もある。階級は設定されていなかったのか記載無し。

### ヘリック共和国
| パイロット名                 | 最も相性の良い機体（愛機） |
| ---------------------------- | -------------------------- |
| アーサー・ボーグマン         | ブレードライガー           |
| インディコ・ランバート       | ガイサック                 |
| ウィナー・キッド             | ライガーゼロ               |
| エクス・プロイト             | ガンブラスター             |
| オーガ・バルーク             | ディバイソン               |
| ガン・エバンス               | スナイプマスター           |
| グローグ・ベンソン           | ガリウス                   |
| ケイ・イスルギ ※1            | ブレードライガー・KS       |
| ゴメス・スティンブンソン     | バトルクーガー             |
| サヤカ・クーイン             | シャドーフォックス         |
| シシリー・ヴォルタ           | シールドライガーDCS-J      |
| シニアン・レイン             | ステルスバイパー           |
| スティヴ・ボーン             | ケーニッヒウルフ           |
| セレス・アルドワーズ         | シールドライガーDCS-J      |
| ゾート・ラスト               | スピノサパー               |
| タクマ・I（）・サンダース ※2 | シールドライガー           |
| デュー・エルド               | アロザウラー               |
| トミー・パリス               | コマンドウルフ             |
| トライ・アバロン             | ゴルヘックス               |
| ナイト・バイケルン           | ライガーゼロ               |
| バディダー・ローエン         | カノントータス             |
| パフィ・フィスト             | サラマンダー               |
| バドル・ディサイシブ         | ガイサック                 |
| バルディ・ガータ             | マンモス                   |
| バルディ・ガータ             | ゴルドス                   |
| ビーチ・ウィンドゥ           | プテラス                   |
| ビー・フュゼル               | レイノス                   |
| ビッグキング                 | マッドサンダー             |
| フレイ・ムードラ             | スパイカー                 |
| ボビー・マックスウェル       | ゴッドカイザー             |
| マーウ・ティン               | グランチュラ               |
| マナ・ポーン                 | ダブルソーダ               |
| マミ・ブリジット             | ストームソーダー           |
| マリン・ブルーガー           | ハンマーヘッド             |
| ミロリー・ルディット         | ウルトラザウルス           |
| メリッサ・スー               | ストームソーダー           |
| メリッサ・スー               | レイノス                   |
| ユニア・コーリン             | オルディオス               |
| リーリエ・ハルトマン         | ベアファイター             |
| リウン・フト                 | カノンフォート             |
| レイ・グレッグ               | ライオン型ゾイド全て       |
| ロビー・ショップ             | ハウンドソルジャー         |
| ロブ・ハーマン               | ゴジュラス                 |

### ガイロス帝国
| パイロット名                     | 最も相性の良い機体（愛機） |
| -------------------------------- | -------------------------- |
| アイガー・レオネード             | セイバータイガー           |
| アクア・エリウス                 | ガンギャラド               |
| アイン・ツェルカンプゥ           | ライトニングサイクス       |
| アンナ・ターレス                 | デススティンガー           |
| イドゥン・エント                 | モルガ                     |
| ヴォルフ・ムーロア               | バーサークフューラー       |
| ウルティ・メイラム               | シーパンツァー             |
| エディ・クレセント               | イグアン                   |
| エレクト・コミュニ               | マッカーチス               |
| オスカー・ウラニクス             | ライガーゼロイクス         |
| オルディ・ディン                 | シンカー                   |
| カール・L（）・シュバルツ        | アイアンコングSS           |
| カール・L（）・シュバルツ        | セイバータイガーSS         |
| カリュエ・シルバ                 | ドリルモルガ               |
| キャプリ・コンラッド             | グランチャー               |
| キリー・ブラック                 | ジークドーベル             |
| キルシェ・ハルトリーゲル         | レブラプター               |
| クーリム・リン                   | ダークホーン               |
| コンチョ・キャンサ               | ヘルディガンナー           |
| サファイア・トリップ             | シュトルヒ                 |
| ジーニアス・デルダロス           | ダークスパイナー           |
| ズィーガー・シャン               | ヘルディガンナー           |
| ズィグナー・フォイアー           | ブラックライモス           |
| スージー・ミッチェル             | ディロフォース             |
| スーリス・クラレット             | レドラー                   |
| バー・ミリオン                   | デッドボーダー             |
| バーガン・デイン                 | ブラキオス                 |
| バレット・ガッター ※1            | ライトニングサイクス・BS   |
| ハンナ・ハンナ                   | アイアンコングPK           |
| ヒンター・ハルトマン             | エレファンダー             |
| フェア・ディーンスト             | デスザウラー               |
| フェアリーナ・アーイ             | マルダー                   |
| ブリック・スパンツ               | ゲーター                   |
| ペール・ジョルドット             | サイカーチス               |
| マリエス・バレンシア             | ギルベイダー               |
| ヨハン・H（）・シュタウフィン    | ヘルキャット               |
| ライン・ホーク                   | マーダ                     |
| リッツ・ルンシュテッド           | ジェノブレイカー           |
| リムゾン・オクサイド             | ヘルディガンナー           |
| リュウジ･アカイ                  | ブラックライモス           |
| レッツァー・アボロス             | セイバータイガー           |
| レディ・コーラル                 | レッドホーン               |
| レニー・K（）・シュヴェスター ※2 | アイアンコング             |

※1：搭乗ゾイドも含め本ゲームの追加マップ『ゾイドバトルカードゲームノートマップ』が初出。ノートマップにはそれぞれの乗機のゾイドカードが付録として添付された。キャラクター自体はパイロットカードとして通常ラインナップ。
※2：本ゲーム用に一般公募から採用されたキャラクター。

## 部隊名
ここではゾイドバトルカードゲームに登場した両軍の部隊名およびそのメンバーを記す。
ヘリック共和国
特殊戦術連隊（タクティカルマスターズ）
オーガ・バルーク、サヤカ・クーイン、ナイト・バイケルン、ビッグキング、マナ・ポーン、ロビー・ショップ
第4機械化小隊（マーシナリーフォー）
グローグ・ベンソン、ビーチ・ウィンドゥ、フレイ・ムードラ、マーウ・ティン

ガイロス帝国
鉄竜騎兵団（アイゼンドラグーン）
ヴォルフ・ムーロア
電撃軌道部隊（ブリッツァ・オービット）
アイガー・レオネード、アクア・エリウス、アンナ・ターレス、キリー・ブラック、キャプリ・コンラッド、コンチョ・キャンサ、マリエス・バレンシア
夢幻竜騎士隊（チーム・ドリームドラゴン）
カリュエ・シルバ、サファイア・トリップ、フェアリーナ・アーイ、ライン・ホーク
このうち、特殊戦術連隊、第4機械化小隊、電撃軌道部隊、夢幻竜騎士隊には、それぞれ専用のフォーメーションカードがある。

## 移動要塞カード
ここではゾイドバトルカードゲームに登場した両軍の移動要塞のカードについて記す。
ヘリック共和国
アンモクラフト
アンモナイト型空中移動要塞ゾイドで甲羅部分にゾイドを2体収納可能とされている。ルールではゾイドを収納していなければ直進＋3、収納していれば機数分×1移動力が上がる。
オクトラウド
タコ型移動要塞ゾイドで頭部側面と後部にハッチを有しており、8本の足先にもゾイドを格納可能とされている。ルールでは水のマスなら＋2の移動力修正が加わり、水のマスにいる限り、移動適正<水>を持たないゾイド（つまり、飛行ゾイドおよび陸戦ゾイド）の全ての射撃攻撃の目標にならない。
ネオタートルシップ
機体の詳細はネオタートルシップを参照。ルールではプレイヤーのターンの際、「オープンアタック」を宣言すると自機の行動時に収納している全てのゾイドによる通常射撃攻撃が可能。攻撃するゾイドはどこを向いてもよく、射程・攻撃力はそれぞれのゾイドのものを使用。ただし、攻撃したゾイドは次のターン開始時にHPが回復しない。なお、敵の反撃はネオタートルシップが受ける。
ホバーカーゴ
機体の詳細はホバーカーゴを参照。ルールではプレイヤーのターンの際、「ビッグEシールド」を宣言するとターン終了時まで防御力＋200、攻撃を受けるたびに自機のHP-100。

ガイロス帝国
ドラグーンネスト
機体の詳細はドラグーンネストを参照。
ルールでは水のマスなら＋3の移動力修正が加わり、水のマスにいる限り移動適性<水>を持たないゾイド（つまり、飛行ゾイドおよび陸戦ゾイド）からの全ての格闘攻撃の目標にならない。
バローンカンポス
タツノオトシゴ型飛行要塞ゾイド。ルールでは移動適性<空>を持たない移動力5以下のゾイド（つまり飛行ゾイド以外のゾイド）からの全ての格闘攻撃の目標にならない。
ピンギートレーン
ペンギン型移動要塞ゾイドで腹部にキャタピラがあり、腹這いになって飛行および潜行モードに変形することが可能。ただし、カードのルールでは移動適正は<山>で直進＋2の移動力修正が加わる。また、プレイヤーのターンの際、「緊急修復」を宣言する事で自機のHPを100減らして、収納したゾイド1機のHPを200回復することができる。また、重複も可能。
ホエールキング
機体の詳細はホエールキングを参照。ルールではプレイヤーのターンの際、「エレクトロンマスドライバー」を宣言すると正面射程内の全てのゾイドに収納されているゾイドの数×300のダメージを与える。その後、自機のHPを-200とする。なお、移動適正は<水>と<空>の両方。